# 1911년 국민보험법
1911년 국민보험법(National Insurance Act 1911)은 국민 보험을 창설했는데, 이는 원래 고용주, 정부, 그리고 노동자 자신들의 기여를 기반으로 한 영국 산업 노동자들을 위한 건강 보험 제도였다. 이는 현대 복지 국가의 기초 중 하나였다. 또한 특정 순환 산업을 위한 실업 보험도 제공했다. 이 법은 헨리 캠벨배너먼과 H. H. 애스퀴스가 이끌었던 1906년-1915년 자유당 정부의 광범위한 사회 복지 개혁의 일부를 형성했다. 자유당 재무장관 데이비드 로이드 조지는 내무장관 윈스턴 처칠의 도움을 받아 법안 설계, 의사 및 기타 이해 집단과의 협상, 최종 통과의 주된 추진력이었다.

## 배경
로이드 조지는 재무장관 오토 폰 비스마르크가 1884년부터 강제 질병 국민 보험을 제공했던 독일의 사례를 따랐다. 1908년 독일을 방문한 후, 로이드 조지는 인민예산 연설에서 영국이 "이 분야에서 독일과 동등한 수준이 되는 것을 목표로 삼아야 하며, 우리는 무기에서만 그들을 모방해서는 안 된다"고 말했다. 그의 조치는 영국 노동계급에 질병 및 실업에 대한 최초의 기여형 보험 시스템을 제공했다. 이 법은 임금 노동자(전체 노동력의 약 70%)에게만 적용되었고, 그들의 가족과 무직자는 포함되지 않았다.:313–51
처음에 제안을 칭찬했던 보수당은 분열되었고, 대부분이 반대표를 던졌다. 그러나 다시 집권했을 때 그들은 법을 바꾸지 않았다.
자체 보험 제도를 운영하던 일부 노동조합과 자체 제도를 가지고 있던 우애조합은 처음에 이 제안에 반대했지만, 로이드 조지는 그들 대부분을 설득하여 지지하게 만들었다. 우애조합과 노동조합은 건강 보험 관리에 중요한 역할을 부여받았다. 이들 기관 외의 보험 적용 노동자들은 지역 우체국을 이용했다. 정부는 노동조합과 조합이 약속했던 기본 혜택에 대한 책임을 지게 되어, 그들의 재정적 비축에 크게 도움이 되었다.:325
이 법은 심리적으로 중요했는데, 이는 실업 노동자들이 구빈법의 낙인 찍힌 사회 복지 제공에 의존할 필요성을 없애주었기 때문이다. 이는 사회 복지 제공자로서 구빈법의 종말을 가속화했다. 구빈법 연합회는 1929년에 폐지되었고, 구빈 행정은 주 및 주 자치구로 이전되었다.
이 법의 시행에 핵심적인 인물로는 로버트 로리 모란트와 특히 독일 제도를 조사한 후 세부 사항을 초안한 경제학자 윌리엄 존 브레이스웨이트가 있었다.:321–24
의료계와 영국의사협회는 빅터 호슬리와 같은 일부 저명한 지도자들의 지지에도 불구하고 이 법에 분노했다. 힐레어 벨럭과 같은 일부 우파 비평가들은 이 법을 벨럭이 같은 이름의 책에서 비판했던 예속 국가의 징표로 간주했다. 스펙테이터는 이 법안에 반대했으며, 사회주의 언론인 뉴 에이지도 마찬가지였다. 기여금 징수는 1912년 7월에 시작되었고, 지급은 1913년 1월 15일에 시작되었다.
이 법안은 1911년 5월 4일 로이드 조지에 의해 의회에 제출되었다. 3차 독회에서 정부는 엄청난 다수결로 승리했다. 대부분의 연합주의자들은 기권했지만, 11명은 법안에 반대했고 9명은 찬성했으며, 노동당도 분열되어 32명의 노동당 의원들은 정부를 지지했고 당의 사회주의적 분파 소속 5명은 반대했다. 또한, 58명의 '레드모나이트' 아일랜드인들은 정부에 찬성했고, 7명의 오'브라이언파는 반대했다. 이 법은 1911년 12월 16일에 법률이 되었고, 1912년 7월 1일에 발효되었다.

## 제1부, 건강

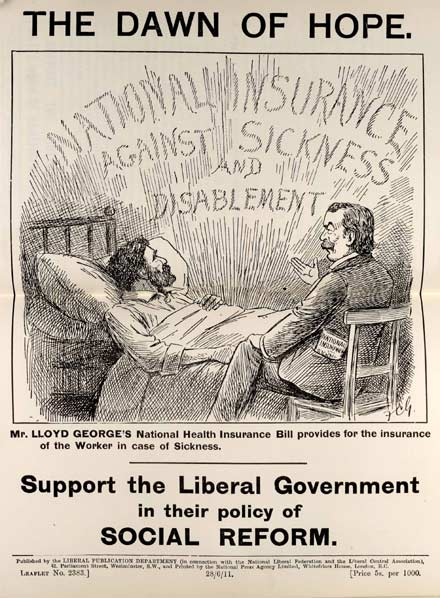
1911년 국민 보험법을 홍보하는 전단지

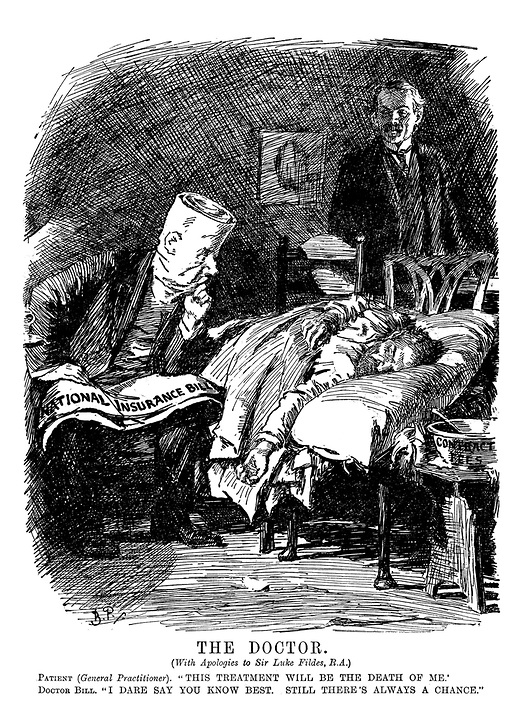
루크 필데스의 의사를 1911년 펀치 만화에서 이 법의 효과를 언급하며 사용

1911년 국민 보험법 제1부는 의료 혜택 제공을 포함한 국민 보험 제도를 규정했다. 연간 160파운드 미만을 버는 모든 노동자는 주당 4 펜스를 제도에 지불해야 했고, 고용주는 3펜스, 일반세금은 2펜스를 지불했다(로이드 조지는 이를 "4펜스를 위한 9펜스"라고 불렀다). 이 법에 따라 노동자들은 병가를 내고 처음 13주 동안은 주당 10 실링, 다음 13주 동안은 주당 5실링을 받을 수 있었다. 노동자들은 또한 결핵에 대한 무료 치료를 받을 수 있었고, 환자들은 패널 의사의 치료를 받을 자격이 있었다. 협동조합 여성 길드의 압력으로 1911년 국민 보험법은 산모 혜택을 제공했다.
경제가 여전히 주로 생계농업에 기반을 둔 스코틀랜드 일부 지역에서는 현금 기여금 징수가 비실용적이었다. 고지대 및 제도 의료 서비스는 1913년 크로프팅 카운티에서 비기여적 방식으로 설립되었다.
기금은 중앙에서 관리되었고, 기부 의무는 국가적으로 부과된 것이었지만, 제도에 대한 접근은 "승인된 사회"를 통해 이루어졌는데, 이들은 기여금을 징수하고, 치료비를 지불하며, 일상적인 행정을 제공했다. 노동자는 어떤 승인된 사회에 소속될지 선택할 수 있었으며, 이는 사회들 간의 경쟁을 촉진했다. 1911년 법은 승인된 사회가 회원들의 기여금만 징수하도록 허용했으며, 돈을 보관할 수 없고 국민 보험 기금으로 보내야 했다. 사회 자체의 지출, 예를 들어 회원들의 치료 비용은 기금으로부터 6개월마다 상환되었다. 정부는 정부 규정을 준수하지 않는 "치료"나 부패한 지불과 같은 "부적절한" 지불은 상환하지 않았다.
어떤 조직이든 이 법에 따라 등록되어 있고, 비영리 운영을 포함하여 법의 의무를 준수하는 한 승인된 사회가 될 수 있었다. 노동조합과 우애조합이 만든 사회 외에도, 상업 보험사들도 내셔널 합병 승인 사회(펄 어슈어런스 등이 설립)와 같은 승인된 사회를 설립했다. 가장 큰 승인된 사회는 프루덴셜이 운영하는 네 곳으로, 이들은 총 430만 명의 회원을 돌보았다.
많은 승인된 사회는 명목상 수익성이 있었으며, 국민 보험 기금에 지출하는 것보다 더 많은 기여금을 납부했다. 1925년과 1931년에는 정부의 기금 기여를 줄이는 추가 법안이 통과되었다. 정부는 승인된 사회의 후원자(보험 회사, 노동조합 등)에게 재정적 부담을 직접 떠맡도록 압력을 가했다. 허용된 치료에 대한 정부 통제가 증가하면서 많은 사회들은 자신들이 정부의 지점과 다름없게 되었다고 불평했고, 사회 회의 참석률은 점차 줄어들어 1940년에는 거의 존재하지 않게 되었다.
1946년 국민 보험법은 의료 분야에서 단일 국가 조직인 국민 보건 서비스를 도입했는데, 이는 무엇보다도 승인된 사회의 역할을 수행했다. 따라서 승인된 사회는 불필요해졌고 1948년에 소멸되었다.

## 제2부, 실업
1911년 국민 보험법 제2부는 특정 순환 산업, 특히 건축업, 기계 공학, 주조, 차량 제조 및 제재업에 대해 기간 제한 실업 급여를 제공했다. 이 제도는 보험 수리 원칙에 기반을 두었으며, 노동자, 고용주 및 납세자의 고정 지불로 자금이 조달될 계획이었다. 부양 가족에 대한 조항은 없었다. 제2부는 제1부와 유사하게 작동했다. 노동자는 고용 중 주당 21⁄2d(즉, 소수점 이하 펜스)를 지불했고, 고용주는 21⁄2d, 납세자는 3d를 지불했다. 실업 후 1주일이 지나면 노동자는 연간 최대 15주 동안 주당 7실링(즉, 84d)을 받을 자격이 주어졌다. 돈은 고용 센터에서 수령했다. 1913년까지 230만 명이 실업 급여 제도에 가입했으며 거의 1500만 명이 질병 급여에 가입했다.
이 법의 핵심 가정은 실업률이 4.6%라는 것이었다. 법이 통과될 당시 실업률은 3%였고, 기금은 빠르게 흑자를 기록할 것으로 예상되었다. 이 법에 따라 직원들의 제도 기여는 의무적이었고, 근로자 급여가 지급되기 전에 고용주가 공제했다.

## 입법 역사
1913년 국민 보험법(3 & 4 Geo. 5. c. 37)에 의해 수정되었고, 초안 규정은 1913년 11월에 발표되었다.

## 같이 보기
- 1908년 노령 연금법
- 영국의 연금 타임라인
- 1942년 베버리지 보고서
- 1946년 국민보험법
- 보편적 건강보장
- 1920년 실업 보험법 제2부 적용 범위 확대

## 참고 자료
- BMA (1913). 《Regulations For Medical Benefit. Text Of The New Draft Regulations》. 《The British Medical Journal》 2. 401–420쪽. JSTOR 25307868.
- Alborn, Timothy. "Senses of belonging: The politics of working-class insurance in Britain, 1880–1914." Journal of modern history 73.3 (2001): 561-602. in JSTOR
- Boyer, George R. "The evolution of unemployment relief in Great Britain." Journal of Interdisciplinary History 34.3 (2004): 393-433. online
- Briggs, Asa. "The welfare state in historical perspective." European Journal of Sociology 2#2 (1961): 221-258.
- Carpenter, Glyn. "National Health Insurance: A Case Study in the Use of Private Non-Profit Making Organizations in the Provision of Welfare Benefits." Public Administration 62.1 (1984): 71-89.
- Clarke, Orme (1912). 《The National Insurance Act 1911》. London: Butterworth & Co.
- Cordery, Simon (2003). 《British Friendly Societies, 1750-1914》. Palgrave Macmillan. ISBN 0-333-99031-5.
- Fraser, Derek (2009). 《The Evolution of the British Welfare State: A History of Social Policy since the Industrial Revolution》 Four판. Palgrave Macmillan. ISBN 978-0-230-22466-7.
- Gazeley, Ian (2003). 《Poverty in Britain, 1900-1965》. Social History in Perspective. Palgrave Macmillam. ISBN 0-333-71619-1.
- Gilbert, Bentley B. (1965). 《The British National Insurance Act of 1911 and the Commercial Insurance Lobby》. 《Journal of British Studies》 4 (Cambridge University Press for The North American Conference on British Studies). 127–148쪽. doi:10.1086/385503. JSTOR 175149. S2CID 146299988.
- Gilbert, Bentley B. The evolution of national insurance in Great Britain: the origins of the welfare state (1966). pp 289–447. the standard scholarly monograph.
- Grigg, John (1978). 《Lloyd George: The People's Champion 1902-1911》. London: Eyre Methuen. ISBN 0-413-32620-9.
- Hay, J. R. (1990). 《The Origins of the Liberal Welfare Reforms 1906–1914》 (PDF). Studies in Economic and Social History Revis판. Macmillan Education Ltd. ISBN 0-333-36000-1.
- Hay, Roy. "Employers and social policy in Britain: The evolution of welfare legislation, 1905–14∗." Social History 2.4 (1977): 435-455.
- Heller, Michael. "The National Insurance Acts 1911–1947, the Approved Societies and the Prudential Assurance Company." Twentieth Century British History 19.1 (2008): 1-28. doi:10.1093/tcbh/hwm032
- Hennock, E. P. (2007). 《The Origin of the Welfare State in England and Germany, 1850-1914: Social Policies Compared》. Cambridge University Press. ISBN 978-0-521-59212-3.
- Loch, C. S. "National Insurance Act, 1911." Charity Organisation Review 31.186 (1912): 312-316. in JSTOR
- McFall, Liz. "Pragmatics and Politics: the case of industrial assurance in the UK." Journal of Cultural Economy 3.2 (2010): 205-223.
- Simkin, John (January 2020). “1911 National Insurance Act”. 《스파르타쿠스 에듀케이셔널》. 2021년 2월 19일에 확인함.
- Sokolovsky, Joan. "The making of national health insurance in Britain and Canada: institutional analysis and its limits." Journal of Historical Sociology 11.2 (1998): 247-280.
- Whiteside, Noelle. "Welfare insurance and casual labour: a study of administrative intervention in industrial employment, 1906–26." Economic History Review 32.4 (1979): 507-522. in JSTOR
- UK statutes (1913), 〈37〉 (PDF), 《National Insurance Act》